# Górnik Konin
Maillots
Dernière mise à jour : 7 mai 2020.
Le KS Górnik Konin, anciennement connu sous le nom de Aluminium Konin, est un club polonais de football basé à Konin.

## Historique
- 1957 : fondation du club sous le nom de KS Górnik Konin
- 1968 : le club est renommé MZKS Zagłębie Konin
- 1979 : le club est renommé KS Górnik Konin
- 1997 : le club est renommé KS Aluminium Konin
- 2008 : le club est renommé KS Górnik Konin

## Palmarès
- Coupe de Pologne de football
  - Finaliste: 1998

## Identité visuelle

Ancien logo.
Logo actuel.